# 布蒂馬努鄉
44°41′N 25°54′E / 44.683°N 25.900°E
布蒂馬努鄉（羅馬尼亞語：Comuna Butimanu, Dâmbovița），是羅馬尼亞的鄉份，位於該國南部，由登博維察縣負責管轄，處於布加勒斯特西北面30公里，每年平均降雨量1,001毫米，海拔高度120米，2007年人口2,226。